# Махонинг (окръг, Охайо)
Окръг Махонинг (на английски: Mahoning County) е окръг в щата Охайо, Съединени американски щати. Площта му е 1096 km², а населението - 257 555 души (2000). Административен център е град Йънгстаун.